# Peremetnoje
Peremetnoje (ryska: Переметное) är en ort i Kazakstan.   Den ligger i oblystet Västkazakstan, i den västra delen av landet, 1 400 km väster om huvudstaden Astana. Peremetnoje ligger 50 meter över havet och antalet invånare är 4 003.
Terrängen runt Peremetnoje är platt. Runt Peremetnoje är det mycket glesbefolkat, med 5 invånare per kvadratkilometer. Det finns inga andra samhällen i närheten. Trakten runt Peremetnoje består i huvudsak av gräsmarker.